# Сортировка спайков

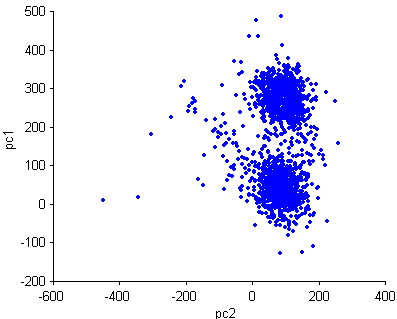
Двухмерные проекции основных компонентов формы нейронных спайков

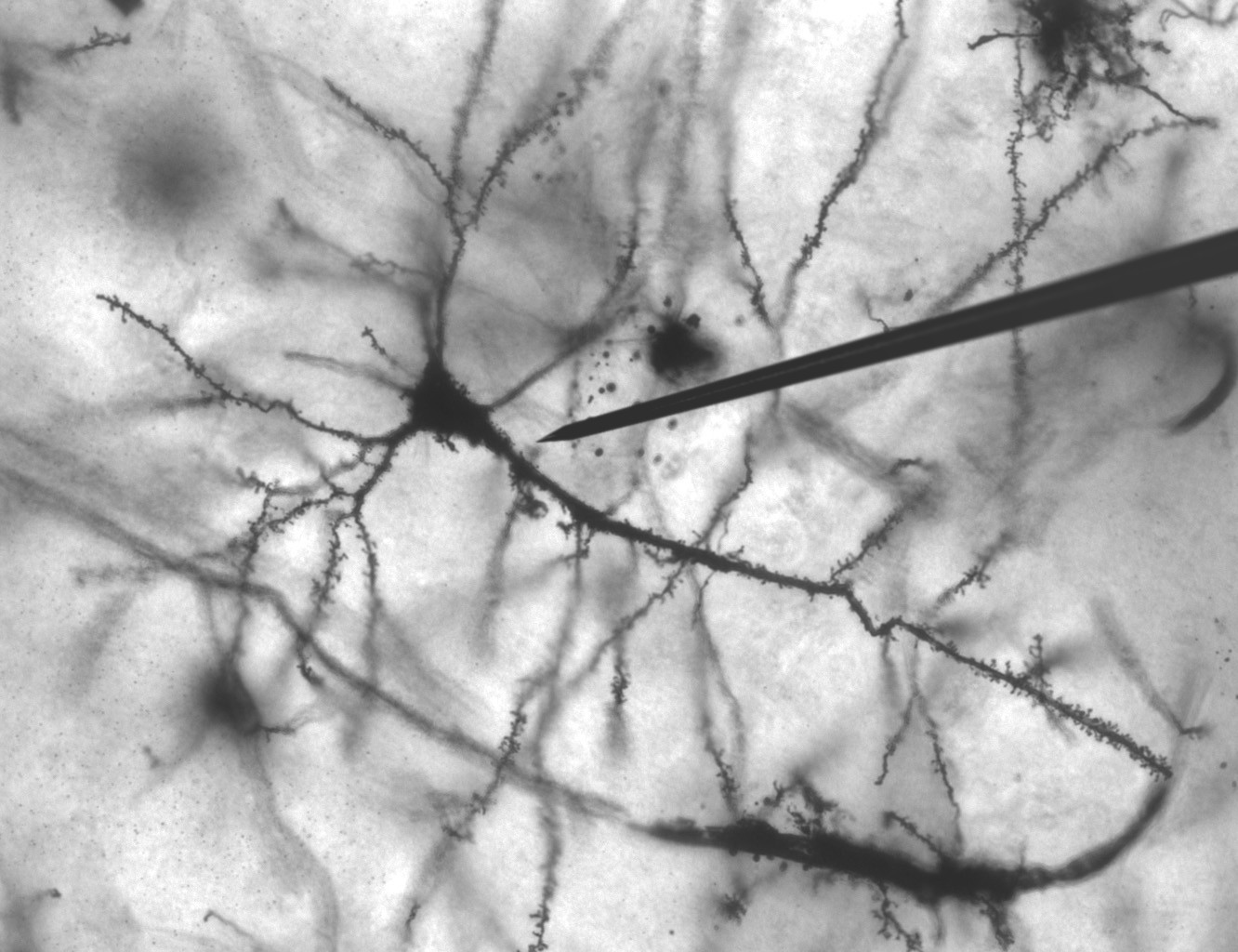
Имитационное фото (на гистологическом микропрепарате среза ткани головного мозга у бывшего больного эпилепсией, окраска по Гольджи, световая микроскопия х40): пирамидальный нейрон гиппокампа и микроэлектрод

Сортировка спайков (от англ. spike sorting) или классификация нейронных потенциалов действия — совокупность алгоритмов и методов для обнаружения и классификации потенциалов действия (ПД) различных нейронов при внеклеточной регистрации их электрической активности. Изучение функций нейронов и их участия в процессах высшей нервной деятельности определяет необходимость достоверных измерений активности каждого конкретного нейрона.
Большинство существующих в настоящее время методов сортировки нейрональных спайков позволяют классифицировать их источники и, таким образом, изолировать отдельные нейроны с достаточно высокой точностью. Такие методы обычно сложны и трудоемки, связаны с эмпирическим подбором различных значений, требуют определенных математических знаний и наличия практического опыта, что часто сказывается на объективности результатов и невозможности их использования в режиме реального времени.
Автоматизированные, соответственно, быстрые (online) способы сортировки спайков также известны. Однако, они не так точны, как предыдущие, и имеют множество недостатков как в обнаружении спайков, так и в их классификации.
Решение данной проблемы и создание высокоточного и, в то же время, полностью автоматизированного и быстрого метода сортировки спайков является серьёзной проблемой современной нейрофизиологии и компьютерной медицины[неизвестный термин], решение которой позволит одновременно регистрировать большие популяции нейронов, что, в свою очередь, будет способствовать пониманию механизмов работы мозга в целом.